# Silverplate

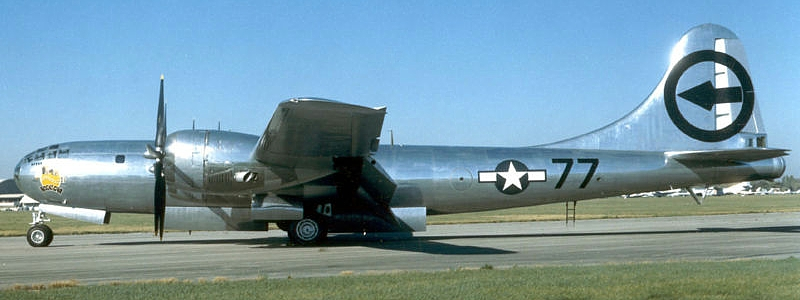
Silverplate B-29 Superfortress Bockscar del 509.º Grupo Compuesto, el cual lanzó una bomba atómica sobre Nagasaki.

- Datos: Q7516763
- Multimedia: 509th Composite Group / Q7516763